# Fast Atom Bombardment
Fast Atom Bombardment (FAB) ist ein Ionisierungsverfahren, das in Massenspektrometern (MS) benutzt wird. Dabei wird eine Lösung des Analyts in einer flüssigen schwer-flüchtigen Matrix mit einem Partikelstrom aus gewöhnlich inerten Gasen wie Xenon, seltener auch Argon oder Neon (4–8 keV) beschossen. Übliche Matrizen sind dabei Glycerin, 3-Nitrobenzylchlorid, 2-Nitrophenyloctylether oder Thioglycerin. Diese Technik ist nahe verwandt mit der Sekundärionen-Massenspektrometrie. So spricht man von Liquid Secondary Ion Mass Spectrometry (LSIMS), wenn statt Edelgasatomen schnelle Ionen (Cs+, 5 bis 25 keV) verwendet werden.
FAB ist im Vergleich zur Elektronenstoßionisation ein „sanftes“ Ionisierungsverfahren und erzeugt hauptsächlich protonierte Moleküle wie [M+H]+ oder deprotonierte Moleküle wie [M−H]−. Die Art der Ionisierungsprodukte stellt FAB in die Nähe zu Verfahren wie Chemische Ionisation (CI), Elektrospray-Ionisation (ESI), Chemische Ionisation bei Atmosphärendruck (APCI) (Atmospheric Pressure Chemical Ionization) und Matrix-unterstützte Laser-Desorption/Ionisation (MALDI) (engl. Matrix Assisted Laser Desorption/Ionization).
FAB wurde ab ca. 1980 in der Routineanalytik eingesetzt. Aufgrund der geringeren Empfindlichkeit, schlechterer Ionenausbeuten und dem hohen Verschmutzungsgrad in der Ionenquelle ist dieses Ionisierungsverfahren seit Anfang 1990 durch ESI, APCI und MALDI verdrängt worden. Auch ist die Kopplung von Hochleistungsflüssigkeitschromatographie mit FAB-MS sehr viel aufwendiger und weniger effizient als die mit ESI- oder APCI-MS.